# Đạo Thành
Đạo Thành (chữ Hán giản thể: 稻城县, tiếng Tạng: འདབ་པ་  'dab-pa, Hán Việt: Đạo Thành huyện, tên trong lịch sử là Đạo Bá) là một huyện thuộc Châu tự trị dân tộc Tạng Cam Tư, tỉnh Tứ Xuyên, Cộng hòa Nhân dân Trung Hoa. Đạo Thành nằm ở phía nam của Cam Tư. Huyện này có diện tích 7325,5 km2, dân số 30.000 người, trong đó người Tạng chiếm 96%. Huyện Đạo Thành được chia ra thành 1 trấn và 13 hương:
- Trấn Kim Châu
- Hương: Tang Đôi, Tỉnh Mẫu, Bàn Hà, Sắc Lạp, Cự Long, Đặng Ba, Mộc La, Xích Thổ, Nhật Ngõa, Mông Tự, CáchTạp, Cát Hạp, Nga Nha Đồng.